# Tour Majunga
Tour Majunga je mrakodrap nacházející se na předměstí Paříže ve čtvrti La Défense.
Architektem této věže nové generace je Jean-Paul Viguier. Jeho vývojářem a propagátorem je společnost Unibail-Rodamco. Věž byla slavnostně otevřena 25. září 2014.
Unibail-Rodamco podepsalo první dlouhodobý nájem s Axa Investment Managers na prvních osmnáct pater věže. Společnost Deloitte sídlí v 21. až 39. patře věže.

## Galerie

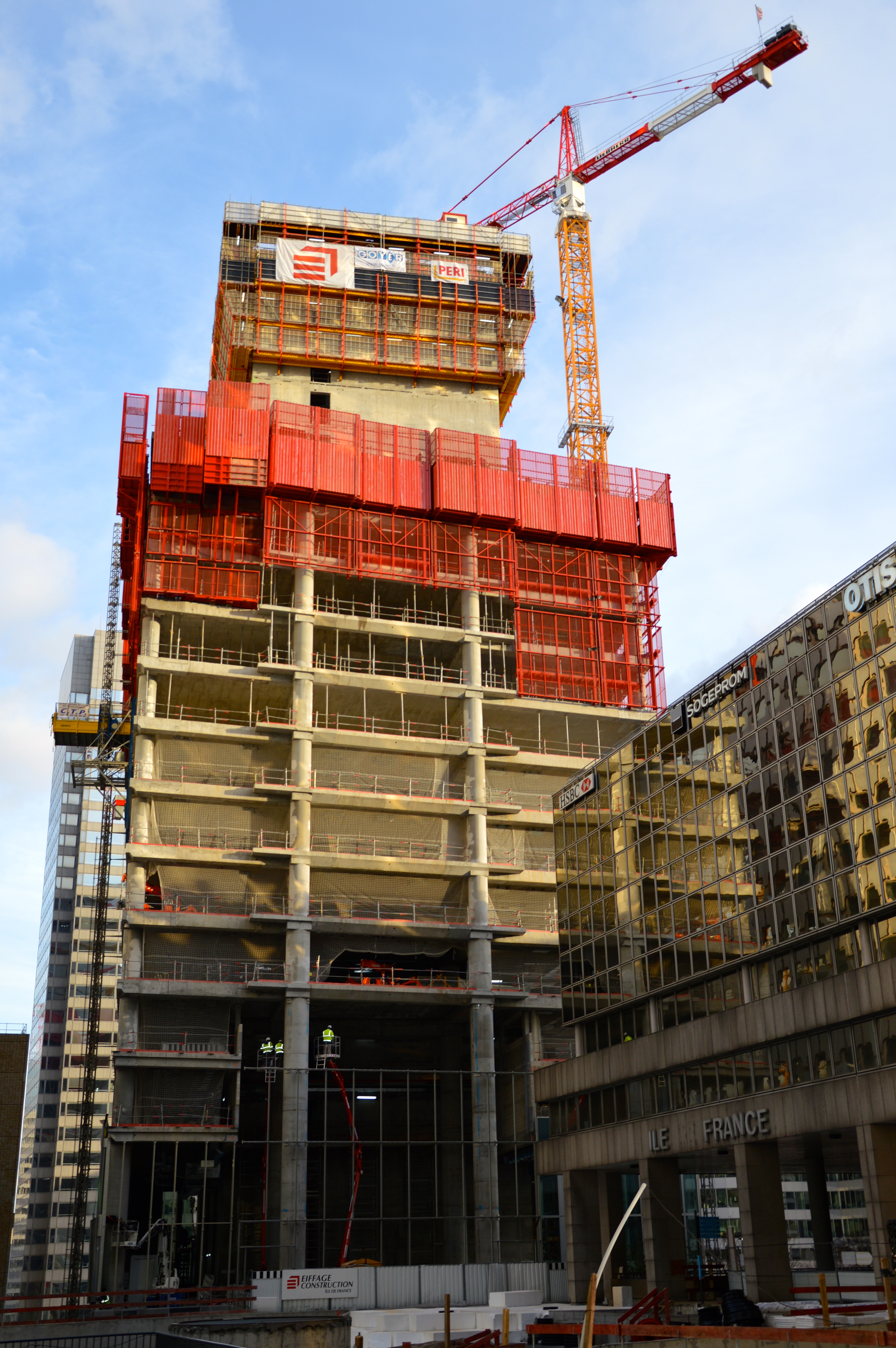
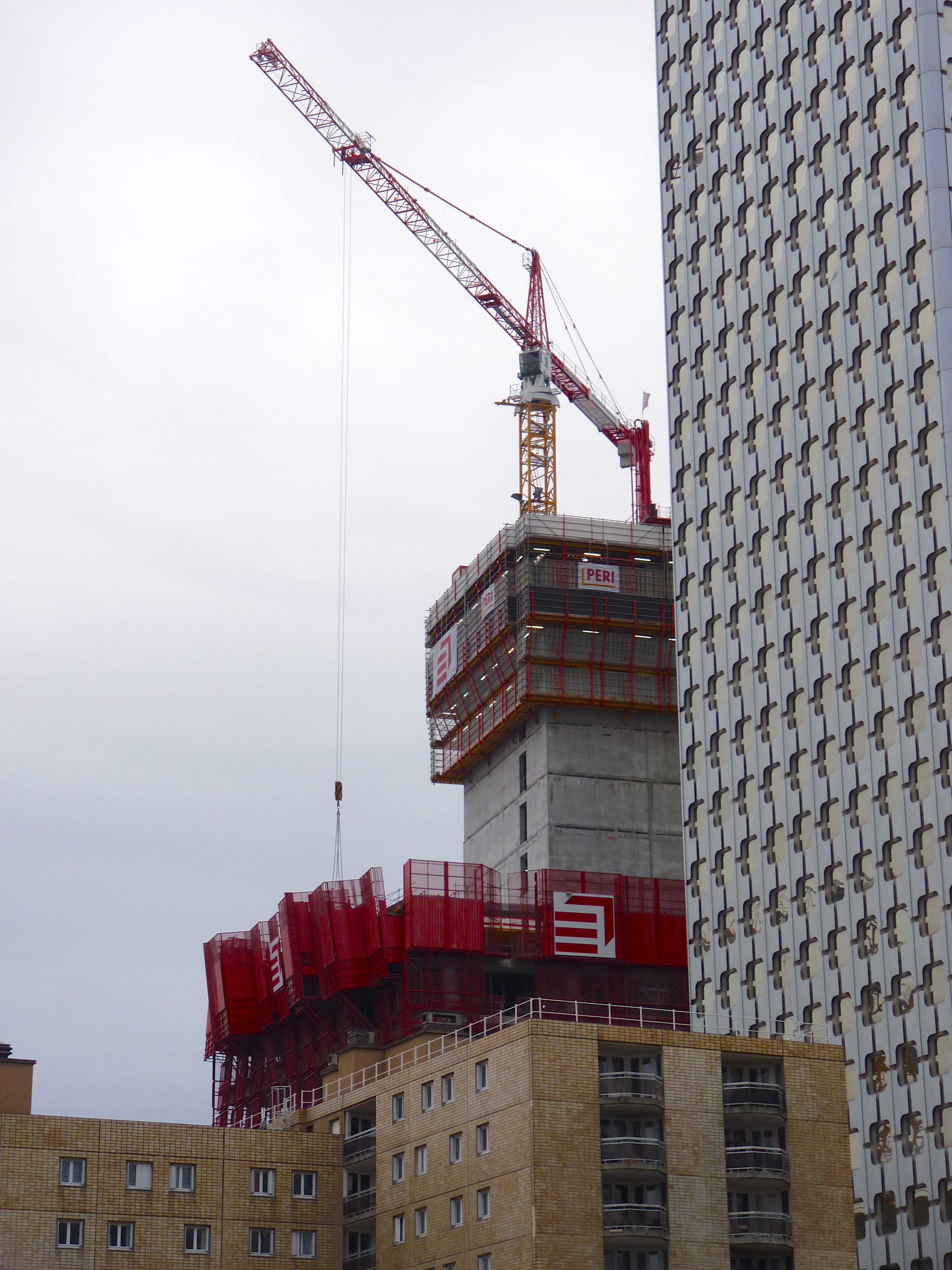
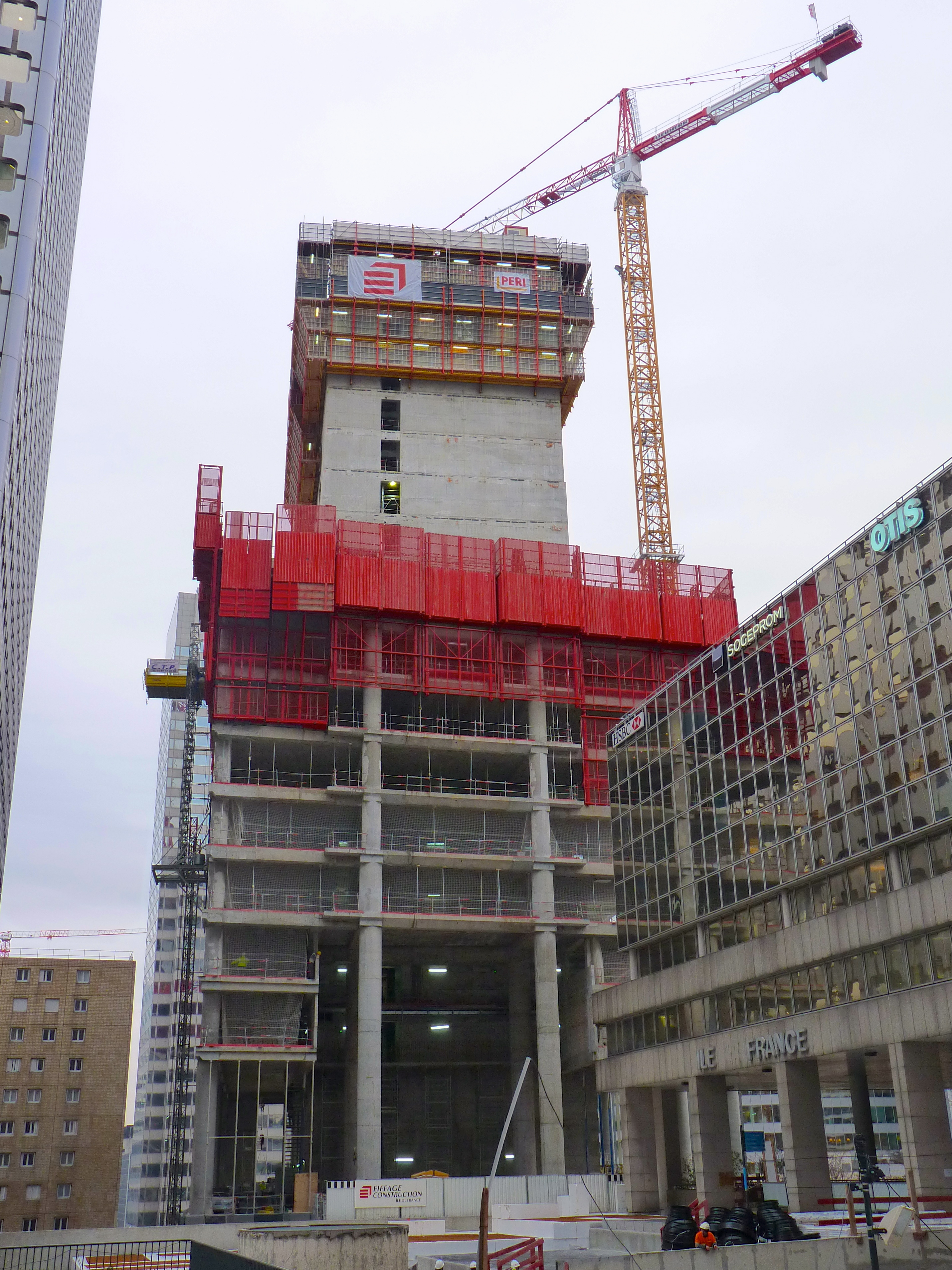
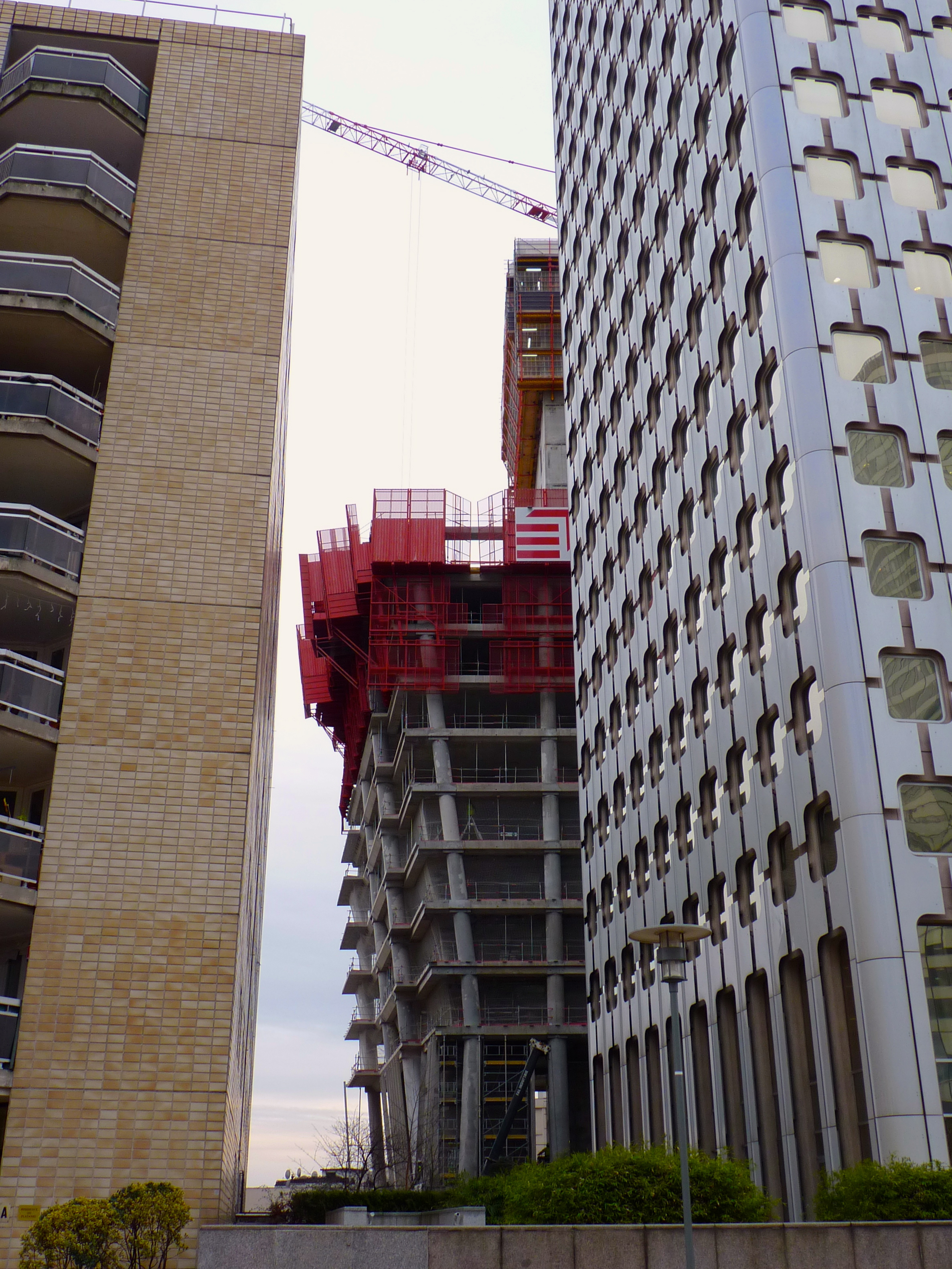